# Església parroquial de Sant Jaume (Montanejos)
L'església de Sant Jaume Apòstol, situada a la plaça de l'Església 1, en el municipi de Montanejos, a la comarca de l'Alt Millars, és un lloc de culte catalogat com Bé de Rellevància Local, dins del Pla General d'Ordenació Urbana, amb codi 12.08.079-002, i data de publicació en el BOP 6 de març de 2012
L'església de Sant Jaume Apòstol de Montanejos està inclosa en l'arxiprestat 9, conegut com de La nostra Senyora Verge de l'Esperança, amb seu a Onda.

## Descripció
Es tracta d'un edifici exempt, dedicat al patró del municipi, Sant Jaume Apòstol. Es considera que la seva construcció es va dur a terme entre 1782 i 1798, sobre la planta de l'anterior temple datat del segle xvi.
La planta és de nau única amb capelles laterals dedicades a diferents advocaciones de sants.
A la zona del creuer s'eleva una cúpula que se sosté sobre quatre petxines decorades amb pintures murals (realitzades al fresc per Luis Antonio Planes, d'estil academicista) dels quatre Evangelistes amb els seus símbols, datades del segle xviii.
La façana es complementa amb un campanar amb tres campanes, dues d'elles datades en 1869, les conegudes com Maria del Rosarii Sant Jaume Apòstol, mentre que la tercera, anomenada Jesús, Maria, Josep, data de 1914.
A l'interior destaca el retaule major, recentment restaurat com la resta de la decoració interior.